# Столкновение с землёй в управляемом полёте
Столкновение с землёй в управляемом полёте (англ. CFIT, controlled flight into terrain) — авиационный термин, преимущественно употребляемый в англоязычной (или переводной) авиационной литературе и обозначающий авиационное происшествие, в ходе которого исправное воздушное судно, управляемое экипажем в штатном режиме, сталкивается с земной, водной поверхностью или неподвижными препятствиями, не являющимися другими самолётами (в последнем случае это называется «столкновением», англ. collision). Ситуации, когда воздушное судно сталкивается с поверхностью в результате повреждения или отказа техники, называется столкновением с землёй в неуправляемом полёте (англ. uncontrolled flight into terrain).
Термин был предложен работником компании Boeing в конце 1970-х.
Среди всех типов авиационных происшествий CFIT считается связанным с наибольшим количеством погибших людей. Общее количество погибших в CFIT оценивается в более чем 10 тысяч (за всё время коммерческих полетов на реактивных самолетах).
Основными причинами CFIT являются: ошибки пилотов (особенно в сложных метеоусловиях), неисправность или неустойчивая работа навигационного оборудования.

## Классификация
Столкновение с водой и наземными предметами — вышками, деревьями, ЛЭП, тросами, даже если пилоты их не видели, даже если потом заметили и облетели на опасном расстоянии или с помощью нештатного манёвра — тоже CFIT. Возможно как в визуальном, так и в приборном полёте.
ИКАО отличает от CFIT следующие типы происшествий:
- Вызванные потерей управления (Loss of Control — In-flight, LOC-I);
- Когда полёт на малой высоте был намеренным (Low Altitude Operations, LALT), например, при поисково-спасательных операциях;
- Намеренные столкновения с землёй (Security Related, SEC);
- Связанные с перевозкой груза на внешней подвеске (External load related, EXTL);
- Происшествия на взлёте и посадке: столкновения самолёта с препятствиями, которые экипаж видел, а для вертолёта — с любыми (Collision during takeoff/landing, CTOL), недолёт/перелёт полосы (Undershoot/Overshoot, USOS), грубая посадка — жёсткая, неровная, на брюхо, хвостом, крылом, гондолой… (Abnormal runway contact, ARC);
- Потеря подъёмной силы для планёров и шаров (Loss of lifting conditions, LOLI);
- Отказ любых систем беспилотного аппарата, кроме двигателя, вынудивший его полететь в землю (System/Component Failure or Malfunction — Non-Powerplant, SCF-NP).

Для вертолётов дополнительно CFIT считается неудачный переход от висения к горизонтальному полёту без признаков потери управления.
Существует происшествие «ненамеренный полёт в приборную погоду» (Unintended flight in instrument meteorological conditions, UIMC), когда в полёте погода ухудшилась настолько, что визуальный полёт превратился в приборный. Используется, когда судно или пилот не готовы к такому повороту, и само по себе не причина аварии, но может стать предпосылкой к CFIT.
Федеральное агентство воздушного транспорта РФ в статистике вместе с CFIT дополнительно учитывало «инциденты, связанные с нарушением метеорологического минимума или с преждевременным снижением при посадке».

## Решения
Считается, что качественное управление возможностями экипажа (CRM) и управление со стороны диспетчеров могут снизить вероятность CFIT.
Для предотвращения CFIT были разработаны различные системы Terrain awareness and warning system (TAWS). Первое поколение таких систем назывались Ground proximity warning system (GPWS) и использовали радиовысотомер. В дальнейшем, к этим системам была добавлена база данных рельефа (terrain database), которая используется в сочетании с GPS, формируя систему второго поколения, Enhanced ground proximity warning system (EGPWS).
TAWS и EGPWS могут выдавать пилоту обязательные к исполнению инструкции в случае опасного сближения с земной поверхностью.
Статистика показывает, что самолеты, оснащенные EGPWS, не попадают в инциденты CFIT в случае, если TAWS и EGPWS корректно функционируют и пилот действует согласно их рекомендациям.
Произошло несколько катастроф самолетов, оснащенных системами EGPWS/TAWS:
- Катастрофа Boeing 737 в Джокьякарте;
- Катастрофа президентского Ту-154 в Смоленске;
- Катастрофа C-295 в Мирославце;
- Катастрофа Sukhoi Superjet 100 на Салаке.

В последней TAWS сработал, но был отключён пилотом. В катастрофе Boeing 737 в Джокьякарте имел место грубый заход на посадку и потому как CFIT катастрофа классифицироваться не может.
На 2007 год примерно 5 % мирового коммерческого авиафлота не было оснащено TAWS, и предполагалось, что в 2009 году может произойти до двух катастроф CFIT.